# Jasmine Ellis
Jasmine Ellis ist eine kanadische Schauspielerin, Filmemacherin, Tänzerin und Choreografin. Ihr Gesicht war Vorlage für das Aussehen der fiktiven Zeichentrickfigur Angela Anaconda aus der gleichnamigen Zeichentrickserie.

## Leben
Ellis wurde in Kanada geboren und kommt gebürtig aus Mansfield, Ontario. Ihre Mutter ist die ehemalige CBC-Television-Tänzerin Catherine Carpenko. Sie ist das mittlere von drei Kindern und hat eine ältere und eine jüngere Schwester. Aufgrund der Dreharbeiten zu Horace & Tina lebte sie mit ihrer Mutter und ihrer jüngeren Schwester um das Jahr 2001 in Australien. Sie ist Absolventin der Etobicoke School of the Arts in Etobicoke, der The School of Toronto Dance Theatre in Toronto und der Codarts in Rotterdam. Seit 2006 arbeitet sie als professionelle Tänzerin. Seit 2011 ist sie als Regisseurin für Bad Posture Productions tätig, zusätzlich arbeitet sie als freie Choreografin und Artistic Director. Seit spätestens 2013 ist Ellis in München wohnhaft und ist dort in verschiedenen Tätigkeitsbereichen des Tanzes und der Choreografie wie der Realisierung von verschiedenen Produktionen auf Bühnen und Kurzfilmen tätig.
Erste Berührungen mit der Filmindustrie erhielt sie durch die Zeichentrickserie Angela Anaconda Ende der 1990er Jahre, in der ihr Gesicht als Vorlage der gleichnamigen Hauptcharakterin diente. 2001 verkörperte sie in der australischen Fantasy-Fernsehserie Horace & Tina die Rolle der Lauren Parker. Sie war in insgesamt 26 Episoden zu sehen. In Deutschland wurde die Serie in den Fernsehformaten Kikania und Tabaluga tivi im KiKA gezeigt. Im Folgejahr wirkte sie in der US-amerikanischen Fernsehfilmproduktion Master Spy: The Robert Hanssen Story mit. 2011 wurde der Kurzfilm Plan B veröffentlicht, wo sie für die Regie, das Drehbuch und den Filmschnitt verantwortlich war. Der Kurzfilm wurde am 29. April 2012 auf den Internationalen Kurzfilmtagen gezeigt. Als Tänzerin trat sie unter anderem auch in der Bayerischen Staatsoper auf.

## Filmografie

### Schauspiel
- 2001: Horace & Tina (Fernsehserie, 26 Episoden)
- 2002: Master Spy: The Robert Hanssen Story (Fernsehfilm)

### Filmschaffende
- 2011: Plan B (Kurzfilm; Regie, Drehbuch, Schnitt)
- 2017: Cargo (Kurzfilm; Regie)
- 2020: Is Susan lonely? (Regie)
- 2022: Fringe (Kurzfilm; Regie)